# 終端速度

向下的重力（F_{g}）相等於向上的阻力（F_{d}）。此時物體的淨力為零，因此物體的速度保持不變。

在流體動力學中，當物體在流體中運動時，在流體向物體運動反方向所施的力下，物體的運動速度因而不變，這時物體所移動的速度就是終端速度。
當向下的重力（Fg）相等於向上的阻力（Fd）時，自由落體中的物體會達到終端速度。此時物體的淨力為零，因此物體的速度保持不變。
當物體加速的時候（一般是因為重力而向下加速），施向物體的抗力也在增加，使得加速度慢下來。在某一個速度下，所產生的抗力會相等於物體的重量（{\displaystyle mg}）。這時候物體停止加速，並持續以不變的速度下落，這個速度就是終端速度（也叫沉降速度）。終端速度直接隨着重量與阻力的比值而變。更大的抗力代表較低的終端速度，而更大的重量則代表較高的終端速度。若一向下移動物體的速度大於終端速度（比方說它受一向下的力影響，或它掉進了較薄的大氣層區域，或它的形狀改變），它的速度會慢下來，直至達到終端速度為止。

## 例子
舉例說，基於風阻，一個採取俯伏向下自由落體姿勢的跳傘員，其終端速度約為55每秒（198每小時）。這個速度是整個加速過程的漸近極限值，因為作用在身體上的有效力在接近終端速度的過程中，愈來愈接近互相平衡的狀態。在這個例子中，要達到終端速度的50%只需要3秒，達到90%則需要8秒，而達到99%就需要15秒，如此類推。
如果跳傘員把四肢收起來的話，終端速度會提高。在這個例子中，終端速度會提昇至90每秒（324每小時），幾乎到達游隼向下追捕獵物時的速度；一粒典型的.30-06步槍子彈在垂直下墜時也會達到這樣的終端速度——垂直下墜可能是因為被向上射擊後要回到地面，又或是從高樓上掉下——其速度是來自於一份1920年的美軍軍械研究報告 。
競速跳傘員會使用頭向下俯衝的姿勢來達到更高的速度，2012年之前的世界紀錄由約瑟夫·基廷格在1960年所創下，速度為988 km/h，當時位於海拔較高的地方，因此大氣層較為稀薄，空氣阻力較小 。菲利克斯·保加拿為了打破此紀錄，在2012年10月15日從39公里高的同溫層跳下，最高時速高達1357.6 km/h，是目前的世界紀錄保持人。
一向着地球表面下墜物體的速度，每秒鐘會增加每秒鐘9.806米（即加速度為9.806m‧s-2）。物體會達到終端速度的原因是，阻力的大小與速度的平方成正比。在低速時，阻力比重力要小得多，所以物體加速。當物體在加速時，阻力增加，直至與重量相等。阻力同時亦取決於投影面積。就是因為這個原因，相對於質量有着大投影面積的物體，如降落傘，比其他這方面小的物體，如子彈，有着更低的終端速度。
數學上，無視浮力的終端速度可用下式表示：
{\displaystyle V_{t}={\sqrt {\frac {2mg}{\rho AC_{d}}}}}
其中
{\displaystyle V_{t}}為終端速度，
{\displaystyle m}為物體重量，
{\displaystyle g}為地球所引起的加速度，
{\displaystyle C_{d}}為阻力係數，
{\displaystyle \rho }為物體落下時所處的流體密度，
{\displaystyle A}為物體的投影面積。
數學上，一物體漸近地到達終端速度。
由周遭流體向物體所施的向上力所造成的浮力效應，可用阿基米德定律來描述：質量{\displaystyle m}必須減去所排開的流體質量{\displaystyle \rho {\mathcal {V}}}，其中{\displaystyle {\mathcal {V}}}為物體的體積。所以不使用{\displaystyle m}，在各方程中改用約化質量{\displaystyle m_{r}=m-\rho {\mathcal {V}}}。
在地球上，一物體的終端速度取決於流體的性質、物體的質量及其橫截表面積的投影大小。
空氣密度隨着海拔減少而增加，海拔每減少80米，密度就增加約1%（使用氣壓公式）。若物體下降時穿越大氣層，每下降160米，終端速度就會減少1%。當物點達到所處點的終端速度後，若持續下降，則物體會因為新位置的終端速度而減速。

## 終端速度的推導
數學上，把向下定義為正方向，物體在接地球表面落下是所受的淨力Fnet為（根據牛頓第二運動定律）：
{\displaystyle F_{net}=ma=mg-F_{D}}。
其中：
a為加速度，
FD為阻力。
根據阻力公式：
{\displaystyle F_{D}\,=\,{\tfrac {1}{2}}\,\rho \,v^{2}\,C_{d}\,A}。
將上兩式結合可得
{\displaystyle F_{net}=mg-{1 \over 2}\rho v^{2}AC_{\mathrm {d} }}。
在平衡時，淨力為零（F=0）：
{\displaystyle mg-{1 \over 2}\rho v^{2}AC_{\mathrm {d} }=0\ }。
解v可得，
{\displaystyle {\sqrt {\frac {2mg}{\rho AC_{\mathrm {d} }}}}\ }。

## 有浮力情況下的終端速度
當考慮浮力效應時，因自身質量而在流體中下沉的物體，若其淨力為零，就會達到終端速度（沉降速度）。當達到終端速度時，物體的重量會正好等於向上的浮力與阻力之和。即：
{\displaystyle \quad (1)\qquad W=F_{b}+D}
其中
{\displaystyle W}為物體的重量，
{\displaystyle F_{b}}為作用於物體上的浮力，及
{\displaystyle D} 為作用於物體上的阻力。
若下沉的物體是球狀的，則三種力的表示式如下：
{\displaystyle \quad (2)\qquad W={\tfrac {\pi }{6}}d^{3}\rho _{s}g}
{\displaystyle \quad (3)\qquad F_{b}={\tfrac {\pi }{6}}d^{3}\rho g} {\displaystyle }
{\displaystyle \quad (4)\qquad D=C_{d}{\tfrac {1}{2}}\rho V^{2}A}
其中
{\displaystyle d}為球體的直徑，
{\displaystyle g}為重力加速度，
{\displaystyle \rho }為流體的密度，
{\displaystyle \rho _{s}}為球體的密度，
{\displaystyle A=\pi d^{2}/4}為球體投影面積，
{\displaystyle C_{d}}阻力係數，及
{\displaystyle V}為特徵速度（即終端速度，{\displaystyle V_{t}}）。
將方程(2)至(4)代入至方程(1)，求解{\displaystyle V_{t}}的值，得下式：
{\displaystyle \quad (5)\qquad V_{t}={\sqrt {{\frac {4gd}{3C_{d}}}\left({\frac {\rho _{s}-\rho }{\rho }}\right)}}}。

### 蠕流下的終端速度

蠕流流過球體示意圖：流線、阻力F_{d}及重力F_{g}

對流體內非常慢的運動而言，相對於其他力，流體的慣性力是無關重要的（假設流體無質量）。這樣的流被稱為蠕流，而蠕流需要滿足雷諾數{\displaystyle Re\ll 1}的條件。蠕流的運動方程（簡化後的納維-斯托克斯方程）如下：
{\displaystyle \nabla p=\mu \nabla ^{2}{\mathbf {v} }}
其中：
{\displaystyle {\mathbf {v} }}為速度向量場，
{\displaystyle p}為壓力場，及
{\displaystyle \mu } 為流體黏度。
流過球體的蠕流解析解最早由喬治·斯托克斯於1851年提出。從斯托克斯的解可得作用於球體的阻力
{\displaystyle \quad (6)\qquad D=3\pi \mu dV\qquad \qquad } 或 {\displaystyle \qquad \qquad C_{d}={\frac {24}{Re}}}
其中雷諾數{\displaystyle Re={\tfrac {\rho dV}{\mu }}}。方程(6)中表示阻力的式子又被稱為斯托克斯定律。
把{\displaystyle C_{d}}的值代入至方程(5)，可得球狀物體在蠕流條件下的終端速度表示式：
{\displaystyle V_{t}={\frac {gd^{2}}{18\mu }}\left(\rho _{s}-\rho \right)}。

### 應用
蠕流的計算結果可被用於研究近海底沉積粒子的沉降，及大氣層中下降的水滴。其原理被應用於落球式黏度計，一種量度高黏度流體黏度的實驗裝置。

## 另見
- 斯托克斯定律
- 自由落體

## 外部連結
- 終端速度——美國太空總署頁面（英文）
- 終端速度與物體的大小尺度 （页面存档备份，存于）物理動畫